# Holotrichia cebuana
Holotrichia cebuana är en skalbaggsart som beskrevs av Takashi Itoh 2003. Holotrichia cebuana ingår i släktet Holotrichia och familjen Melolonthidae. Inga underarter finns listade i Catalogue of Life.